# Тетерук манітобський
Тетерук манітобський (Tympanuchus phasianellus) — вид куроподібних птахів родини фазанових (Phasianidae).

## Ареал
Вид поширений від Центральної Аляски і Юкону аж до заходу Квебеку. У південному напрямку ареал досягає Великих Рівнин.

## Опис
Довжина тіла: від 38 до 48 см. Вага тіла: самці важать приблизно 950 г, середня вага самок 815 г. Це маленький тетерук з характерним хвостом. Центральна пара хвостового пір'я довша за інших. Дзьоб коричневий, райдужина темно-коричнева. У дорослого самця лоб і верхня сторона голови коричневі. Через очі проходить темна смуга. Самиці схожі на самців, однак, менші і забарвлені в цілому більш тьмяно. Зокрема, малюнок голови і горла невиразно контрастний. Молоді птахи схожі на самиць, проте їх хвіст коротший.